# Želenice (Kladnói járás)
Želenice település Csehországban, a Kladnói járásban. Želenice Knovíz, Třebusice, Podlešín és Zvoleněves településekkel határos. Lakosainak száma 214 fő (2024. január 1.).

## Népesség
A település lakosságának változását az alábbi diagram mutatja:
| Lakosok száma | 222  | 265  | 305  | 238  | 227  | 173  | 191  | 195  | 197  | 214  |
|               | 1869 | 1890 | 1921 | 1950 | 1980 | 2001 | 2017 | 2019 | 2022 | 2024 |